# 平林剛
平林剛（日语：／ Hirabayashi Takeshi，5月15日—）日本的男性聲優。所屬於Mausu Promotion事務所。出身於日本靜岡縣。

## 經歷、人物
東京藝術大學聲樂科畢業。於1995年加入了四季劇團，並於1999年退團。2019年8月加入Mausu Promotion。
興趣和特長是唱歌、舞蹈和健身。

## 出演作品
※粗體字為其飾演作品之主要角色

### 電視動畫
2019年
- 星之島喵喵（DJ的聲音）
- 碧藍幻想 第二季（帝國兵A）

2020年
- 八男？別鬧了！（埃德加軍務卿）
- 我立於百萬生命之上（卡哈貝爾父）

2021年
- 工作細胞BLACK（體內廣播、殺傷性T細胞、紅脾髓）
- 大人的防具店 第二季（莫庫庫〈吹替〉）
- 真白之音（海人的父親）
- JoJo的奇妙冒險 石之海（醫生）

2022年
- 東京24區（霍華德）
- 永遠的831（議長）
- 秘密內幕～女警的反擊～（署員）
- 王者天下4（蒲鶮）
- 契約之吻（多米尼克·肯尼爾）
- 鏈鋸人（幹部A）

2023年
- 魔術士歐菲 流浪之旅 阿邦拉瑪篇（警官）
- 物之古物奇譚（老師）
- 天國大魔境（麥可、近藤）
- 物之古物奇譚 第二章（老師）
- 堤亞穆帝國物語～從斷頭台開始，公主重生後的逆轉人生～（雷姆諾國王）
- 靠著魔法藥水在異世界活下去！（神殿神官）

2024年
- 異修羅（奴隷商人）
- 為了在異世界也能撫摸毛茸茸而努力。（武之氏長）
- 夜晚的水母不會游泳（部長、芽衣的父親）

### Web動畫
- ULTRAMAN 第二季（雷電(瓦德蘭星人)）

### 遊戲
2021年
- 世界計畫 繽紛舞台！ feat.初音未來（謎之男）
- 怪物彈珠（艾利米涅特）

2022年
- 怪物彈珠（無量大數）

2023年
- 崩壞：星穹鐵道（尾巴）